# Liste der Monuments historiques in Confrançon
Die Liste der Monuments historiques in Confrançon führt die Monuments historiques in der französischen Gemeinde Confrançon auf.

## Liste der Bauwerke
| Bezeichnung    | Beschreibung              | Standort                     | Kennzeichnung | Schutzstatus | Datum | Bild           |
| -------------- | ------------------------- | ---------------------------- | ------------- | ------------ | ----- | -------------- |
| Schloss Loriol | Erbaut im 19. Jahrhundert | Route de Saint-Didier (Lage) | PA00132808    | Inscrit      | 1994  | weitere Bilder |

## Liste der Objekte
- Monuments historiques (Objekte) in Confrançon in der Base Palissy des französischen Kultusministeriums